# Antiblemma hersilea
Antiblemma hersilea là một loài bướm đêm trong họ Erebidae.